# Заволока
Заволока (укр. Заволока) — село в Каменской сельской общине Черновицкого района Черновицкой области Украины.
До 2020 года входило в Сторожинецкий район.
Население по переписи 2001 года составляло 770 человек. Почтовый индекс — 59042. Телефонный код — 3735. Код КОАТУУ — 7324586503.